# Cierpięta (Mikołajki Pomorskie)
Cierpięta (deutsch Carpangen, 1908–1938 Karpangen, früher Czerpienten oder Leidenthal sowie Cerpienta oder Leydenthal) ist eine Ortschaft in der Landgemeinde (Gmina) Mikołajki Pomorskie (Niklaskirchen) im Powiat Sztumski (Stuhmer Kreis) der polnischen Woiwodschaft Pommern.

## Geographische Lage
Die Ortschaft liegt im ehemaligen Westpreußen, etwa  zehn Kilometer südöstlich von Stuhm (Sztum), 15 Kilometer südwestlich von Christburg (Dzierzgoń) und zwei Kilometer nördlich von Niklaskirchen (früher Nikolaiken, poln. Mikołajki Pomorskie).

## Geschichte

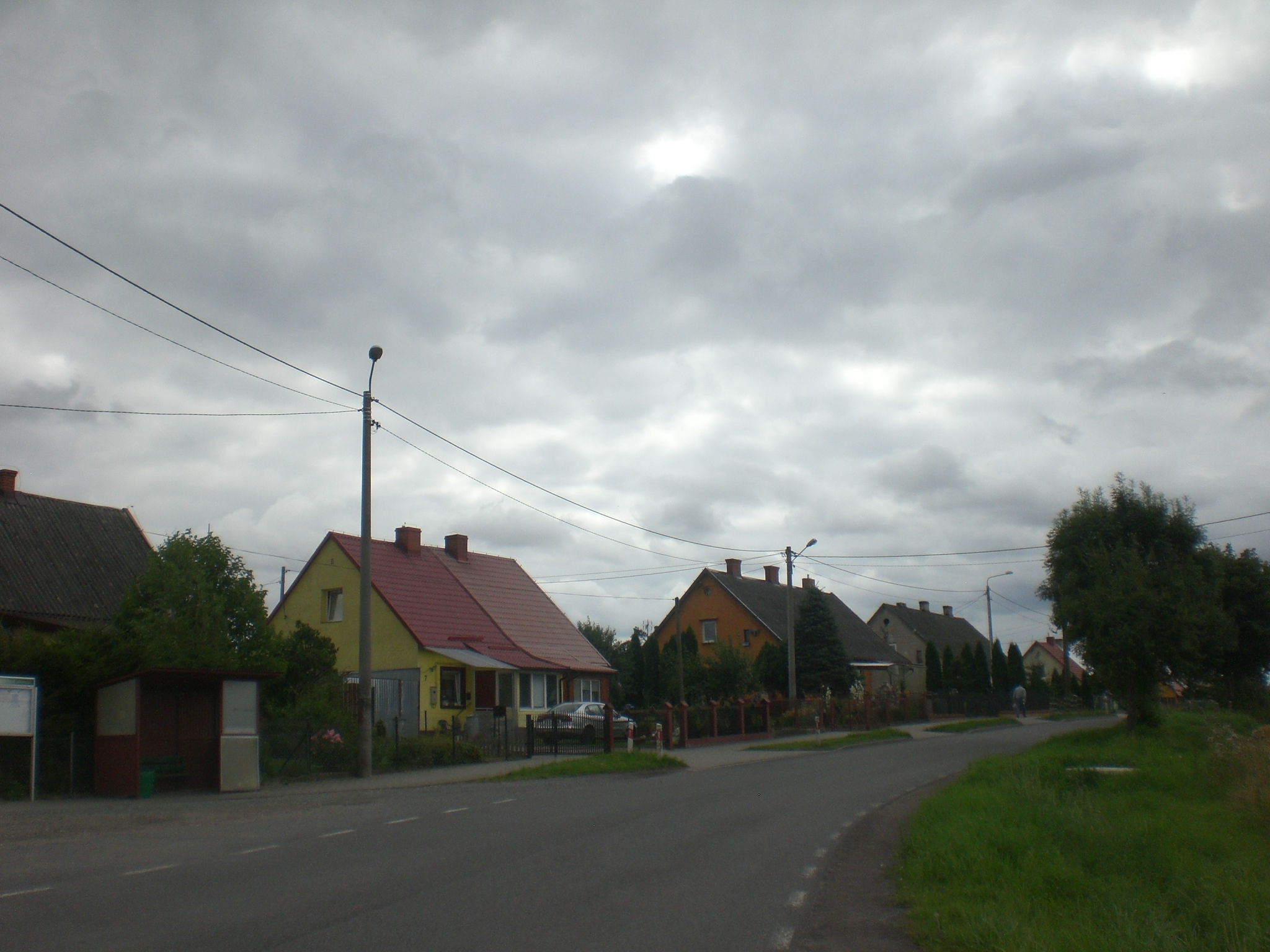
Siedlungshäuser im Dorf (Juli 2022)

Ältere Ortsbezeichnungen sind Carpanyan (1402), Captarnien oder Capptamer (1405) sowie Cierpenta (1682). Zu polnischen Zeiten, als an die Stelle der ehemaligen Komtureien und Vogteien des Deutschordensstaats die Starosteien traten, wurde Czerpienten zunächst der Starostei Stuhm zugeordnet, im 16. Jahrhundert jedoch von dieser getrennt und im 17. Jahrhundert der Starostei Straszewo angegliedert. Nach der preußischen Wiedervereinigung 1772 gehörte Czerpienten zum königlichen Domänenamt Stuhm. Nach 1818 kam der Obrist von Hainski durch Tausch mit der königlichen Regierung in den Besitz de Guts.
1880 besaß Carl Schade, Amtsvorsteher des Amtsbezirks Czerpienten, das Gut Czerpienten.
Um 1896 war Clementine Schade, geb. von Rüdgisch, Besitzerin des Guts Czerpienten.
Am 1. April 1927 betrug die Flächengröße des Guts Carpangen 241 Hektar.
Am 30. September 1928 wurde der Gutsbezirk Carpangen in die Landgemeinde Nikolaiken eingegliedert.

### Demographie
| Jahr | Einwohner | Anmerkungen |
| ---- | --------- | --- |
| 1783 | –         | königliches Vorwerk, Amt Stuhm, sieben Feuerstellen (Haushaltungen), in Westpreußen                              |
| 1818 | 32        | königliches Dorf, Amt Stuhm                                                                                      |
| 1864 | 73        | Gut, davon 26 Evangelische und 47 Katholiken                                                                     |
| 1910 | 112       | Gutsbezirk, am 1. Dezember, darunter 25 Evangelische und 86 Katholiken; 63 Personen mit polnischer Muttersprache |
| 1925 | 116       | am 16. Juni |

## Kirche
Die Protestanten der hier bis 1945 anwesenden Dorfbevölkerung gehörten zur evangelischen Pfarrei Groß Rohdau.